# Scophthalmus maeoticus
Scophthalmus maeoticus és un peix teleosti de la família dels escoftàlmids i de l'ordre dels pleuronectiformes que es troba a les costes de la mar Negra.
Pot arribar als 45 cm de llargària total.